# B. Bumble and the Stingers
B. Bumble and the Stingers est un groupe américain de rock, originaire de Los Angeles, en Californie. Il est connu avant tout pour ses interprétations de Bumble Boogie et Nut Rocker, spécialisé dans les reprises en style rock 'n' roll d'airs de musique classique joués au piano bastringue. Dans les faits, il s'agissait d'un faux groupe, à composition fluctuante, réunissant des musiciens de studio. 

## Historique

### Origines
Au départ il y a trois musiciens noirs originaires de Louisiane, travaillant à Los Angeles dans l'orchestre d'Ernie Fields pour le label Rendezvous Records : Earl Palmer (batteur), René Hall (guitariste, bassiste, arrangeur) et Plas Johnson (saxophoniste), qui cherchaient un moyen de gagner plus d'argent sans avoir à sortir du studio.
À la fin de 1959, l'idée vient à Earl Palmer de proposer des versions sur rythme rock binaire de deux grands standards du swing, In the Mood (immortalisé par Glenn Miller) et Christopher Colombus (rendu célèbre par Fletcher Henderson et Fats Waller). Le single, crédité au Ernie Fields Orchestra (alors qu'Ernie Fields n'a même pas pris part à l'enregistrement), remporte un bon succès au début de l'année 1960.

### Bumble Boogie
Un peu plus tard, René Hall décide d'affirmer une identité de groupe combinée à un morceau assuré de grosses ventes. Le morceau sera Bumble Boogie, reprise d'une interprétation en boogie-woogie du Vol du bourdon de Rimsky-Korsakov qu'avait enregistrée en 1946 le pianiste Jack Fina. Le nom de groupe est le facile jeu de mots « B. Bumble and the Stingers » (« Abeille Bourdon et les Piqueurs »). René Hall, sur la suggestion du producteur Kim Fowley, contacte Jack Fina qui lui apporte son arrangement, confié au pianiste Ernie Freeman, engagé pour la session d'enregistrement, à laquelle participent Earl Palmer (batterie),  Red Callender (basse) et Tommy Tedesco (guitare).
La partie de piano jouée par E. Freeman reprend la structure de l'arrangement de Jack Fina mais le rythme très carré relève du style twist qui triomphe à cette époque, et la ligne mélodique est considérablement simplifiée. Kim Fowley a l'idée de la faire jouer sur un piano bastringue (en l'occurrence un vrai piano à punaises, avec de vraies punaises dans les marteaux) doublé par un piano de concert conventionnel. Il en résulte une identité sonore accrocheuse, qui propulse le morceau à la 21e place du Billboard en juin 1961.
Pour soutenir ce succès dans des tournées de concerts promotionnels, est envoyé sur la route un groupe « doublure » ne comportant aucun des musiciens qui ont pris part à l'enregistrement, ces derniers ayant des engagements en studio à honorer,.

### Nut Rocker
Dans la foulée de Bumble Boogie sortent au cours du second semestre 1961 deux autres 45 tours simples caractérisés eux aussi par l'usage du piano à punaises qui est la signature sonore du groupe. Le premier n'arrive que dans les profondeurs du Billboard Hot 100, le second est un flop.
Mais suit un single qui va procurer au groupe la gloire mondiale, Nut Rocker. Le morceau est un arrangement, dû au producteur Kim Fowley, de la marche de la suite pour ballet de Casse-noisette, de Tchaïkovski (The Nutcracker en anglais), revue sur un rythme de rock endiablé. Enregistré à la va-vite avec un pianiste recruté au dernier moment, Al Hazan, Nut Rocker sort en février 1962, entre le mois suivant au Hot 100, y culmine en 23e place, et arrive 1er au Royaume-Uni courant mai 1962. Al Hazan est envoyé en tournée en Angleterre, avec des musiciens (non impliqués dans l'enregistrement, là encore) censés incarner le groupe, ils y sont accueillis comme des stars.
En 1962 et 1963 sortiront encore cinq singles, dont Rockin-On-'N'-Off (une étonnante composition originale, mi-jazz mi néo-classique, qu'on peut dire pré-progressive), Apple Knocker (adaptation rock de l'ouverture de Guillaume Tell de Rossini), Dawn Cracker (adaptation de Au matin de Grieg). Mais l'heure de gloire est passée, et la cessation d'activité du label Rendezvous Records en 1963 met un point final à cette histoire.
En France, le contenu du premier et du quatrième de ces disques, comprenant les deux principaux tubes du groupe, a été rassemblé en un EP publié en 1962.

## Discographie
- 1961 : Bumble Boogie / School Day Blues (Rendezvous Records)
- 1961 : Boogie Woogie / Near You (Rendezvous Records)
- 1961 : Bee Hive / Caravan (Rendezvous Records)
- 1962 : Nut Rocker / Nautilus (Rendezvous Records)
- 1962 : Rockin-On-'N'-Off / Mashed #5 (Rendezvous Records)
- 1962 : Apple Knocker / The Moon and the Sea (Rendezvous Records)
- 1962 : Dawn Cracker / Scales (Rendezvous Records)
- 1963 : Canadian Sunset / 12th Street Rag (Rendezvous Records)
- 1963 : Baby Mash / Night Time Madness (Rendezvous Records)
- 1963 : In The Mood / Chicken Chow Mein (Rendezvous Records)